# Gogi Murmanowitsch Koguaschwili
Gogi Murmanowitsch Koguaschwili (russisch Гоги Мурманович Когуашвили; georgisch გოგი კოღუაშვილი, Kogi Koghuaschwili; * 26. April 1969 in Kutaissi) ist ein ehemaliger sowjetischer bzw. russischer Ringer.

## Werdegang
Gogi Koguaschwili wuchs in Georgien, das sich nach dem Zweiten Weltkrieg zu einer Ringerhochburg entwickelt hatte, auf und begann dort 1982 mit dem Ringen. Bereits als Jugendlicher dominierte er, der ausschließlich im griechisch-römischen Stil rang, in seinen Altersklassen in der Sowjetunion. 1987 gewann er als 18-jähriger Athlet die Junioren-Europameisterschaft in Kattowitz in der Klasse bis 88 kg Körpergewicht. 1989 gewann er die Junioren-Weltmeisterschaft (Espoirs, d. i. bis zum Alter von 20 Jahren) in Budapest im Halbschwergewicht.
1990 ging Koguaschwili zur Armee und wurde zum zentralen Sportklub der Armee ZSKA Moskau versetzt, wo Viktor Mamiaschwili sein Trainer wurde. Bei den Senioren bewährte er sich im Welt-Cup-Turnier 1991 in Thessaloniki, das er gewann. Beim Großen Preis der Bundesrepublik Deutschland belegte er den 2. Platz. Im Finale unterlag er dort Maik Bullmann aus Goldbach. Da er sich auch in den sowjetischen Ausscheidungsturnieren durchsetzte, wurde er zu den Olympischen Spielen 1992 in Barcelona entsandt. Er gewann dort die Bronzemedaille, ohne allerdings auf den Mike Bullmann, der Olympiasieger wurde, zu treffen, da er in der Vorentscheidung eine Niederlage gegen Hakkı Başar aus der Türkei bezogen hatte.
Bei der Europameisterschaft 1993 in Istanbul verlor Gogi Koguaschwili gleich in der 1. Runde gegen Hakkı Başar und schied vorzeitig aus. Umso besser machte er es bei den Weltmeisterschaften des gleichen Jahres in Stockholm. Hier schlug er im Finale erstmals Maik Bullmann und wurde Weltmeister. In den nächsten Jahren gab es das Duell Koguaschwili gegen Bullmann noch öfters und immer setzte sich Koguaschwili durch.
Im Jahr 1994 lief es genau so wie im Jahr zuvor. Bei der Europameisterschaft im Frühjahr in Athen schied Koguaschwili nach einer Niederlage in der ersten Runde aus und belegte nur den 19. Platz. Bei der Weltmeisterschaft in Tampere dagegen gewann er seinen zweiten Weltmeistertitel. Er besiegte auf dem Weg dorthin wieder Maik Bullmann und im Finale Wjatscheslaw Oleinik aus der Ukraine, der in den nächsten Jahren einer seiner Hauptkonkurrenten werden sollte.
Im Jahr 1995 gewann Koguaschwili seinen ersten Europameistertitel. In Besançon schlug er im Finale wieder Maik Bullmann knapp mit 4:3 Punkten nach Verlängerung. In Prag verlor er im Herbst 1995 dann überraschenderweise den Kampf um den nächsten WM-Titel. Er unterlag dem Jugoslawen Goran Kasum und erreichte nur den Kampf um die Bronzemedaille, den er gegen den Kubaner Reynaldo Peña gewann. Weltmeister wurde Hakkı Başar.
Im Jahr 1996 siegt er erneut bei der Europameisterschaft in Budapest vor seinem alten Konkurrenten Maik Bullmann und Wjatscheslaw Oleinik. Ein gutes Omen für die Olympischen Spiele des gleichen Jahres? Nein, denn in Atlanta verlor er gegen den Ungarn Nandor Gelenesi und musste vorzeitig ausscheiden. Es blieb ihm nur der 13. Platz. Olympiasieger wurde Oleinik.
Im Jahr 1997 trat eine neue Gewichtsklasseneinteilung in Kraft. Gogi Koguaschwili startete weiterhin in der Halbschwergewichtsklasse, die nunmehr aber ihr Limit bei 97 kg hatte. Er konzentrierte sich in den Jahren 1997, 1998 und 1999 ganz auf die Weltmeisterschaften und gewann in diesen Jahren seine WM-Titel Nr. 3, Nr. 4 und Nr. 5. 1997 in Breslau schlug er dabei den zweifachen Olympiasieger im Schwergewicht Andrzej Wronski aus Polen, der in die neue Gewichtsklasse abtrainiert hatte und im Finale Anatoli Fedorenko aus der Ukraine. 1998 besiegte er im Finale den Tschechen Marek Švec und 1999 siegte er in Athen vor den drei Weltmeistern bzw. Olympiasiegern vergangener Jahre Andrzej Wroński, Mikael Ljungberg und Hakkı Başar.
Koguaschwili galt bei den Olympischen Spielen 2000 in Sydney wieder als hoher Favorit. Jedoch wurde nichts aus dem Olympiasieg. Er unterlag in der Vorentscheidung dem US-Amerikaner Garrett Lowney und belegte nur den 12. Platz.
Gogi Koguaschwili rang dann noch bis zu den Olympischen Spielen 2004. Er gewann aber nur noch einen großen Titel, den des Europameisters 2002 in Seinäjoki/Finnland. Bei den Olympischen Spielen 2004 in Athen scheiterte er im Viertelfinale an dem 14 Jahre jüngeren Ramas Nosadse aus Georgien. Es blieb für ihn ein ehrenvoller 6. Platz.
Gogi Koguaschwili war mit fünf Weltmeistertiteln und drei Europameisterschaftstiteln sicher einer der erfolgreichsten Ringer der Welt im griechisch-römischen Stil. Bei vier Olympischen Spielen konnte er aber nur eine einzige Bronzemedaille gewinnen. Es bleibt rätselhaft, warum er bei seinem unzweifelhaften Können immer wieder bei den Olympischen Spielen scheiterte. Er ist jetzt als Trainer im russischen Ringerverband tätig.
Gogi Koguaschwili beendete nach den Olympischen Spielen 2004 seine Ringerlaufbahn, in der er auch einige Jahre in der deutschen Bundesliga tätig war. Er absolvierte eine Trainerausbildung und ist heute, 2008, Cheftrainer der russischen Ringer-Nationalmannschaft. Für seine Verdienste um den Ringersport wurde er im September 2007 in die FILA International Wrestling Hall of Fame aufgenommen.

## Internationale Erfolge
| Jahr | Platz  | Wettbewerb                               | Gewichtsklasse | Ergebnisse |
| 1987 | 1.     | Junioren-EM (Juniors) in Kattowitz       | bis 88 kg      | vor Nikolai Georgiew, Bulgarien und Laurentius Jacob, Rumänien                                                                                                |
| 1988 | 3.     | Junioren-EM (Espoirs) in Wałbrzych/Polen | Hs             | hinter Péter Farkas, Ungarn und Peter Petrow, Bulgarien |
| 1989 | 1.     | Junioren-WM (Espoirs) in Budapest        | Hs             | vor Todor Manow, Bulgarien und Reynaldo Peña, Kuba |
| 1991 | 1.     | Welt-Cup-Turnier in Thessaloniki         | Hs             | vor Moustapha Abdel Hareth, Ägypten und Randy Couture, USA |
| 1992 | 2.     | Grand-Prix-Turnier                       | Hs             | hinter Wjatscheslaw Oleinik, Ukraine und vor Maik Bullmann, Deutschland                                                                                       |
| 1992 | Bronze | OS in Barcelona                          | Hs             | nach Niederlage gegen Hakki Basar, Türkei und Siegen über Harri Koskela, Finnland, Tibor Komáromi, Ungarn, Mike Foy, USA und Mikael Ljungberg, Schweden       |
| 1993 | 2.     | Großer Preis von Deutschland in Koblenz  | Hs             | hinter Maik Bullmann und vor Sjarhej Kiriltschuk, Weißrussland, Randy Couture, Petru Sudureac, Rumänien und Hakki Basar                                       |
| 1993 | 16.    | EM in Istanbul                           | Hs             | nach einer Niederlage gegen Hakki Basar |
| 1993 | 1.     | WM in Stockholm                          | Hs             | vor Maik Bullmann, Tengis Tedoradse, Georgien, Nándor Gelenesi, Ungarn und Franz Marx, Österreich                                                             |
| 1994 | 19.    | EM in Athen                              | Hs             | Sieger Wjatscheslaw Oleinik vor Kiriltschuk, Stig Kleven, Norwegen und Iordanis Konstantinidis, Griechenland                                                  |
| 1994 | 1.     | WM in Tampere                            | Hs             | vor Wjatscheslaw Oleinik, Maik Bullmann, Marek Kraczewski, Polen, Mike Foy und Stig Kleven                                                                    |
| 1995 | 1.     | EM in Besançon                           | Hs             | vor Maik Bullmann, Wjatscheslaw Oleinik, Goran Kasum, Jugoslawien, Sjarhej Kiriltschuk und Petru Sudureac                                                     |
| 1995 | 3.     | WM in Prag                               | Hs             | hinter Hakkı Başar und Petru Sudureac und vor Peña, Iordanis Konstantinidis und Harri Koskela, Finnland                                                       |
| 1996 | 1.     | EM in Budapest                           | Hs             | vor Maik Bullmann, Wjatscheslaw Oleinik, Aljaksandr Sidarenka, Weißrussland, Harri Koskela und Ali Mollow, Bulgarien                                          |
| 1996 | 13.    | OS in Atlanta                            | Hs             | nach Niederlage gegen Hakki Basar, Sieg über Ueon in-han, Südkorea und Niederlage gegen Nandor Gelenesi, Ungarn                                               |
| 1997 | 1.     | WM in Breslau                            | Hs             | mit Siegen über Giuseppe Giunta, Italien, Pajo Isosevic, Jugoslawien, Igor Grabovetski, Moldawien, Andrzej Wroński, Polen und Anatoli Fedorenko, Weißrussland |
| 1998 | 1.     | WM in Gävle/Schweden                     | Hs             | nach Siegen über Sergej Lischtwan, Weißrussland, Mindaugas Ezerskis, Litauen, Petru Sudureac, Ali Mollow und Marek Švec, Tschechien                           |
| 1999 | 1.     | WM in Athen                              | Hs             | nach Siegen über Ali Mollow, Chosen Papojan, Armenien, Reynaldo Peña, Kuba, Jason D. Klohs, USA, Hakki Basar und Andrzej Wronski                              |
| 2000 | 2.     | EM in Moskau                             | Hs             | hinter Sergej Lischtwan, Weißrussland und vor Mehmet Özal, Türkei, Petru Sudureac und Béla Káló, Ungarn                                                       |
| 2000 | 12.    | OS in Sydney                             | Hs             | nach Niederlage gegen Garrett Lowney, USA und Sieg über Marek Svec                                                                                            |
| 2001 | 1.     | Militär-WM in Split                      | Hs             | vor Aljaksandr Sidarenka und Mindangas Ezeskis, Lettland |
| 2002 | 1.     | EM in Seinäjoki/Finnland                 | Hs             | nach Siegen über Robert Petrosjan, Armenien, Lajos Virag, Ungarn, Marek Sitnik, Polen, Ali Mollow und Sergej Lischtwan                                        |
| 2003 | 7.     | EM in Belgrad                            | Hs             | nach Siegen über Roman Meduna, Slowakei und Marek Sitnik und einer Niederlage gegen Ramas Nosadse, Georgien                                                   |
| 2003 | 3.     | Welt-Cup-Turnier in Almaty               | Hs             | hinter Ramas Nosadse und Justin Ruiz, USA |
| 2004 | 6.     | OS in Athen                              | Hs             | nach Siegen über Martin Lidberg, Schweden und Sergej Lischtwan und einer Niederlage gegen Ramas Nosadse                                                       |

Erläuterungen
- alle Wettkämpfe im griechisch-römischen Stil
- OS = Olympische Spiele, WM = Weltmeisterschaft, EM = Europameisterschaft
- "Hs" = Halbschwergewicht, bis 1996 bis 90 kg, von 1997 bis 2000 bis 97 kg, seit 2001 bis 96 kg Körpergewicht